# Gué de Maulny
Le Gué de Maulny est un parc public de 16 hectares, situé dans la ville du Mans, entre la gare Sud et la rocade dans le secteur Sud-Ouest, au bord de l'Huisne. 
Le parc est sur le lieu d’un ancien gué excentré de la ville permettant de rallier Le Mans et Allonnes. Le Gué de Maulny a été le site de plusieurs batailles. On y trouve un château et des moulins.

## Histoire
Dès l'époque gallo-romaine, le gué de Maulny est un axe principal de communication aux alentours du Mans. Il est en effet le passage le plus direct pour rejoindre la ville d'Allonnes. Au Moyen Âge, il devient en plus un itinéraire de passage important pour rejoindre la commune d'Arnage. Du gué, on peut aller vers Pontlieue, ou bien vers les Bouches-de-l'Huisne. 
Les Valois y font ensuite construire un château de plaisance, appelé simplement Chateau du Gué-de-Maulny. Ce château reste dans l'histoire comme le lieu de naissance du futur roi Jean II le Bon. Son existence est éphémère car il est pillé et ruiné en pleine guerre de Cent Ans. Il est détruit en 1359 alors que les Anglais marchent sur Le Mans. La chapelle qui lui était adjointe est également détruite, ce qui fait fuir les hommes d'église s'y trouvant. Les chapelains trouvent refuge au Mans. Dans la cité médiévale, ils édifient une chapelle collégiale, qui reprend le nom de chapelle du Gué-de-Maulny malgré le changement de lieu. Elle est construite en plein centre de l'actuelle place du Hallai, longtemps nommée comme la chapelle elle-même. Cette dernière est finalement détruite en 1743.
Le gué possède aux alentours des moulins situés sur l'Huisne. Ils sont rachetés par la ville en 1862. Ils ont subi de nombreux incendies et de nombreuses reconstructions, aussi bien pour des rénovations que pour l'usure normale des bâtisses. Après leurs rachats par la ville, ils serviront d'usine de traitement des eaux avant d'être abandonné en 1907. En 1900 déjà, la population est trop nombreuse pour un si petit local de traitement. L'usine des eaux se situe depuis à l'Epau. Aujourd'hui, il ne reste plus qu'un moulin. Il a subi des rénovations en 2007 pour être de nouveau présentable au public. 
Au XIXe siècle, le gué est toujours très fréquenté par des usagers piétons, surtout pour se rendre à Sablé, l'Angevinière ou Courbes. Le passage permet notamment d'éviter par Pontlieue, surtout depuis que le pont des Vendéens a été détruit lors de la Révolution française. Le pont en bois des moulins devient un pont sur planches et pierres pour plus de sécurité. Mais c'est bientôt la fin de ce pont qui sera remplacé par le pont d'Arnage en 1872, mieux et plus sûr. En 1987, alors que la ville a englobé le gué, la municipalité crée une nouvelle passerelle en bois pour un accès facile à la rive gauche de l'Huisne. Aujourd'hui le parc du gué offre une plaine, des espaces de jeux divers, quelques jardins privés, une petite forêt et surtout une vue imprenable sur la rivière et le moulin rénové.

## Monuments proches
- L'église Saint-Bertrand est située non loin du gué. Elle fut construite une première fois après la Première Guerre mondiale. Elle est dédiée à saint Bertrand, ancien évêque du Mans de 587 à 624. D'abord construite en ciment armé, elle fut entièrement reconstruite dans les années 1990 avec un nouveau style architectural.
- Hôpital Etoc-Demazy

## Festival Plein Champ
Le Gué de Maulny accueille chaque année depuis 2018 un festival d’art urbain, mixant musique urbaine et créations de fresques. Il accueille chaque année de multiples artistes, parmi lesquels on peut citer notamment Nadège Dauvergne et Petite Poissone, mais aussi des artistes du monde entier notamment l’allemand Case Maclaim, ou le mexicain Zoer. Les visiteurs sont invités à participer au moyen d’espaces de libre expression.